# Jan Dismas Zelenka

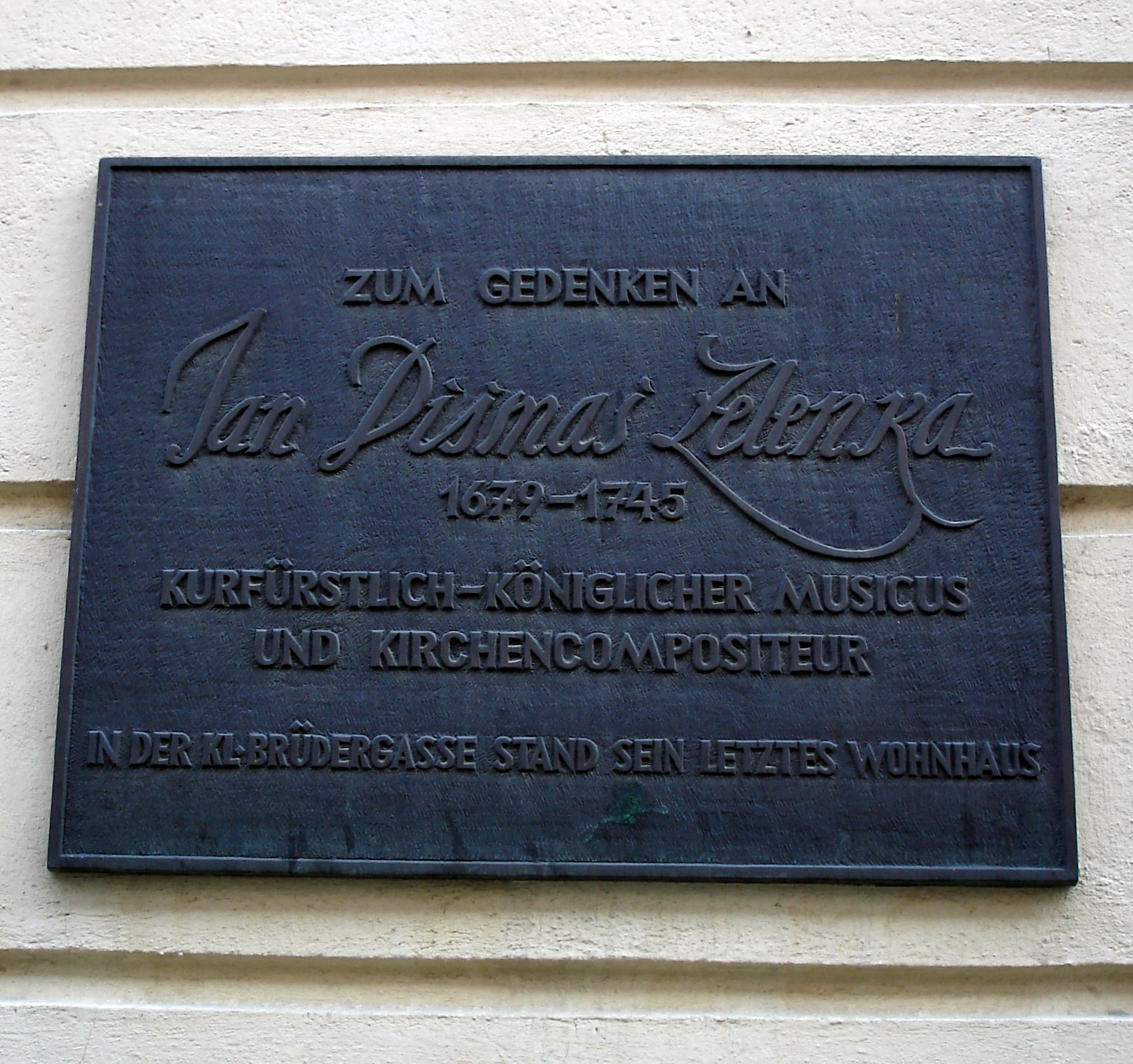
Minnetavla vid Zelenkas bostad i Dresden

Jan Dismas Zelenka, född 16 oktober 1679, död 23 december 1745, var en tjeckisk barocktonsättare. Han spelade även violone som är en föregångare till dagens kontrabas.

## Biografi
Zelenka föddes i den lilla staden Louňovice pod Blaníkem nära Prag och man tror att han fick musikundervisning på Clementinum som var ett jesuitkollegium i Prag. 1710 flyttade han till Dresden där han spelade violone i den kungliga orkestern. När hans kapellmästare blev sjuk fick han överta en del av dennes arbetsuppgifter, men han blev aldrig själv kapellmästare. 1735 fick Zelenka istället titeln "kyrkomusik-kompositör". Han var i gott sällskap, då J.S. Bach också sökte denna titel och fick dela den med Zelenka.
Bland Zelenkas verk, som följaktligen består mest av kyrkomusik, finns tre oratorier, 21 mässor och en rad andra stycken. Hans verk anses vara avancerade och svåra att framföra jämfört med samtida kompositörer.
När Dresden bombades i februari 1945 antogs det först att Zelenkas handskrivna notmanuskript hade blivit förstörda. Det visade sig dock att manuskripten inte fanns i den katolska katedralen, utan i ett bibliotek norr om floden. Det är sant att en del av dem försvunnit, men det är något som hänt vid andra tillfällen, och de representerar bara en mindre del av hans arbete.
På 60-talet startade en "Zelenka-rörelse" som har växt i styrka, och antalet konserter och inspelningar ökar stadigt.

## Verk i urval
- Sex triosonater (nr. 1, 2, 4, 5, och 6 är för två oboer, fagott och basso continuo. I nr 3 ersätter en violin den andra oboen; alla ZWV–181)
- Andra instrumentalverk, ZWV 182–190
- Lamentationes Jeremiae Prophetae (Profeten Jeremias klagan)
- Die Responsorien zum Karfreitag (Responsorier för långfredag)
- Mer än 20 mässor (ZWV 1–21) och en rad mässatser. Missa Purificationis, Missa Sanctissimae Trinitatis, Missa Votiva, Missa Dei Patris, Missa Dei Filii och Missa Omnium Sanctorum (ZWV 16–21) hör till Zelenkas bästa kompositioner.
- Tio litanior, däribland 3 Litaniae Lauretanae (ZWV 150, 151 och 152)
- Fyra requiem (en av dessa—ZWV 45—har endast tillskrivits Zelenka)
- 53 psalmer
- Sub olea pacis et palma virtutis—Melodrama de St. Wenceslao (ZWV 175)
- Gesù al Calvario, oratorium (ZWV 62)
- I Penitenti al Sepolcro del Redentore, oratorium (ZWV 63)
- Il serpente di bronzo, oratorium (ZWV 61)